# Robert Blažo
Robert Blažo (ur. 3 stycznia 1985 w Budapeszcie) – słowacki bokser, trzykrotny medalista mistrzostw Europy juniorów (2003) oraz kadetów (2000, 2001) w boksie amatorskim.